# Копа Центроамерикана
Копа Центроамерикана (шп. Copa Centroamericana, енгл. Central American Cup) је било главно фудбалско такмичење које је организовано од стране сениорских мушких националних тимова чланова УНКАФа, управног тела овог спорта у Централној Америци. Одржава се сваке две године од 1991, у годинама пре и после турнира ФИФА Светског купа, првобитно се звао УНКАФ Куп нација (шпански:Copa de Naciones de la UNCAF), а садашњи назив је променио 2011. године.
Турнир се састојао из две фазе, групне и финалне. У групној рунди финала турнира, седам тимова се такмичило у две групе по кругу, једна од четири екипе, а друга од три, за бодове, при чему су се наставиле прве две екипе у свакој групи. Ова четири тима су се пласирала у полуфиналну фазу финалне рунде, где су победници прошли у финале, док су поражени играли меч за треће место. Утакмица за пето место била је између трећепласираних тимова групне фазе. У зависности од њиховог учинка на Копа Центроамерикана, тимови су затим учествовали у другим такмичењима, као што су Конкакафов златни куп и Копа Америка.
Од 14 одржаних турнира Централноамеричког првенства, четири различите репрезентације су понеле титуле првака: Костарика је била најуспешнија репрезентација такмичења са осам победа. Хондурас је освојио четири титуле. По једну титулу освојиле су Гватемала и Панама. Костарика и Хондурас били су једине екипе у историји које су освојиле узастопне титуле, а Хондурас је освојио три титуле узастопно 2003, 2005. и 2007.
Задњи финални турнир је одржан 2017. године, након чега је почело са новим турниром Конкакафовом лигом нација.

## Историја
Због успеха фудбалске репрезентације Костарике на Светском првенству у фудбалу 1990. и приближавању Светског првенства у фудбалу 1994. којој је била домаћин САД. Конгрес Конкакафа одржао је седницу у Кингстону, Јамајка и одлучио је да сам организује континентални шампионат, Златни куп Конкакафа који је ратификован 18. августа 1990. године. Костарика је ослобођена квалификација и ишла је директно у финално такмичење због свог првог места на првенству Конкакафа 1989. године, које је такође служило као квалификациона фаза за Светско првенство чији је домаћин била Италија. Међутим, углавном из економских разлога, Сједињене Америчке Државе су изабране за место одржавања континенталног турнира.
Током те исте конференције одлучено је и о формату квалификација за централноамеричке савезе.  Финална рунда квалификација зоне Централне Америке имала је две понуде за земљу домаћина: Сједињене Америчке Државе и Костарику. Костарика, која је била троструки шампион Конкакафа и уједно да би прославила своју годишњицу наступа свог тима на Светском првенству, именована је од стране Конкакафа и УНКАФ-а за земљу домаћина првог турнира Ункафовог купа нација 1991. 19. фебруара 1991. године.

## Резултати
| Година | Домаћин   | Финале      | Финале           | Финале         | Утакмица за треће место | Утакмица за треће место | Утакмица за треће место |
| Година | Домаћин   | Шампион     | Резултат         | Другопласирани | Треће место             | Резултат                | Четврто место           |
| ------ | --------- | ----------- | ---------------- | -------------- | ----------------------- | ----------------------- | ----------------------- |
| 1991.  | Костарика | · Костарика | СС               | · Хондурас     | · Гватемала             | СС                      | · Салвадор              |
| 1993.  | Хондурас  | · Хондурас  | СС               | · Костарика    | · Панама                | СС                      | · Салвадор              |
| 1995.  | Салвадор  | · Хондурас  | 3 : 0            | · Гватемала    | · Салвадор              | 2 : 1                   | · Костарика             |
| 1997.  | Гватемала | · Костарика | СС               | · Гватемала    | · Салвадор              | СС                      | · Хондурас              |
| 1999.  | Костарика | · Костарика | СС               | · Гватемала    | · Хондурас              | СС                      | · Салвадор              |
| 2001.  | Хондурас  | · Гватемала | СС               | · Костарика    | · Салвадор              | СС                      | · Панама                |
| 2003.  | Панама    | · Костарика | СС               | · Гватемала    | · Салвадор              | СС                      | · Хондурас              |
| 2005.  | Гватемала | · Костарика | 1 : 1 7 : 6 пен. | · Хондурас     | · Гватемала             | 3 : 0                   | · Панама                |
| 2007.  | Салвадор  | · Костарика | 1 : 1 4 : 1 пен. | · Панама       | · Гватемала             | 1 : 0                   | · Салвадор              |
| 2009.  | Хондурас  | · Панама    | 0 : 0 5 : 3 пен. | · Костарика    | · Хондурас              | 1 : 0                   | · Салвадор              |
| 2011.  | Панама    | · Хондурас  | 2 : 1            | · Костарика    | · Панама                | 0 : 0 5 : 4 пен.        | · Салвадор              |
| 2013.  | Костарика | · Костарика | 1 : 0            | · Хондурас     | · Салвадор              | 1 : 0                   | · Белизе                |
| 2014.  | САД       | · Костарика | 2 : 1            | · Гватемала    | · Панама                | 1 : 0                   | · Салвадор              |
| 2017.  | Панама    | · Хондурас  | СС               | · Панама       | · Салвадор              | СС                      | · Костарика             |

1. ^  Пласман је одлучен на основу кружног турнира по принципу свако са сваким.

### Пласман тимова до 4. места
| Репрезентација | Шампион                                                     | Другопласирани                        | Треће место                                 | Четврто место                                      |
| -------------- | ----------------------------------------------------------- | ------------------------------------- | ------------------------------------------- | -------------------------------------------------- |
| Костарика      | 8 (1991.*, 1997., 1999.*, 2003., 2005., 2007, 2013.*, 2014) | 4 (1993., 2001., 2009., 2011)         | —                                           | 2 (1995., 2017)                                    |
| Хондурас       | 4 (1993.*, 1995., 2011., 2017)                              | 3 (1991., 2005., 2013)                | 2 (1999., 2009)                             | 2 (1997., 2003)                                    |
| Гватемала      | 1 (2001)                                                    | 5 (1995., 1997.*, 1999., 2003., 2014) | 3 (1991, 2005., 2007)                       | —                                                  |
| Панама         | 1 (2009)                                                    | 2 (2007., 2017*)                      | 3 (1993, 2011*, 2014)                       | 2 (2001., 2005)                                    |
| Салвадор       | —                                                           | —                                     | 6 (1995.*, 1997, 2001., 2003., 2013., 2017) | 7 (1991., 1993., 1999, 2007.*, 2009., 2011., 2014) |
| Белизе         | —                                                           | —                                     | —                                           | 1 (2013)                                           |
| Никарагва      | —                                                           | —                                     | —                                           | —                                                  |

* Домаћин

## Репрезентативна достигнућа
| Pos | Тим       | О  | П  | Н  | И  | ГД  | ГП  | ГР  | Бод. |
| --- | --------- | -- | -- | -- | -- | --- | --- | --- | ---- |
| 1   | Костарика | 61 | 36 | 16 | 9  | 109 | 38  | +71 | 124  |
| 2   | Хондурас  | 60 | 34 | 12 | 14 | 108 | 49  | +59 | 114  |
| 3   | Гватемала | 51 | 23 | 14 | 14 | 63  | 48  | +15 | 83   |
| 4   | Салвадор  | 63 | 22 | 14 | 27 | 62  | 72  | −10 | 80   |
| 5   | Панама    | 52 | 21 | 13 | 18 | 56  | 52  | +4  | 76   |
| 6   | Никарагва | 44 | 5  | 5  | 34 | 29  | 111 | −82 | 20   |
| 7   | Белизе    | 33 | 1  | 6  | 26 | 20  | 81  | −61 | 9    |